# Gerburg Rohde-Dahl
 Gerburg Rohde-Dahl  (* 1938 in Bremen als Gerburg Rohde) ist eine deutsche Regisseurin und Filmemacherin. Sie arbeitet als Filmproduzentin in Berlin und Bremen.

## Ausbildung
Gerburg Rohde-Dahl studierte angewandte und freie Grafik an der Werkkunstschule Bremen und an der Hochschule für Bildende Künste in Berlin. 1959 war sie Teilnehmerin an der documenta 2 in Kassel in der Abteilung Druckgrafik. 1960 erhielt sie ein Stipendium der Französischen Regierung in Paris. Von 1974 bis 1979 absolvierte sie ein Studium des Lehramts für Deutsch und Geschichte an der Universität Bremen.

## Filmografie
- 1968: Kidnapping (Legetrick Animation, Kurzfilm, 1. Hamburger Filmschau)
- 1969: Dilm (Legetrick Animation, Kurzfilm, 2. Hamburger Filmschau)
- 1972 bis 1976: Mein Kind gehört mir (Dokumentarfilm, Radio Bremen)
- 1974 Kinder und ihre Sexualität (Feature-Beiträge von Radio Bremen zu: Die Sendung mit der Maus)
- 1986: Nicht in Unschuld gewaschen (Dokumentarfilm zum Thema Ökologie und Sauberkeit, ZDF)
- 1974 bis 1997: ca. 100 Feature / Beiträge zu den Sendereihen Rappelkiste, Bettkanten-Geschichten und Achterbahn (ZDF)
- 1995: Konsequent Inkonsequent – Der Maler Franz Radziwill (Radio Bremen/WDR/NDR)
- 2001: Ich sterbe und ich lebe (Ein Film mit Ursula Rosenbaum, NDR)
- 2009: Ein weites Feld (Ein Film über das Denkmal für die ermordeten Juden Europas in Berlin)
- 2009: Es war einmal ein Zebra (Dokumentarfilm FOERMIG Berlin)
- 2018: Manchmal flog ein Vogel vorbei (Ein Film über die Begleitung ihrer Schwester ein halbes Jahr bis zu ihrem Tod)
- 2019: Der Fall Johanna Langefeld (in Co-Produktion mit Wladek Jurkow / Arkadia Film Warszawa, rbb/MDR)

## Preise und Auszeichnungen
- 1982: 1. Preis des Arbeitskreises Kinder-Bücher-Medien e.V.
- 1984: 1. Preis der Internationalen Kinder- und Jugendfilmfestspiele Gijón
- 1984: „Ehrende Anerkennung“ beim Adolf-Grimme-Preis
- 1985: Kultur- und Friedenspreis der Villa Ichon in Bremen für die Dia-Serie „Liebe Inge“, mit der Gruppe Argus
- 2006: Stipendium der Senatsverwaltung für Wissenschaft Forschung und Kultur Berlin im Rahmen des Künstlerinnenprogramms für Berliner Künstlerinnen